# Marshall Scholarship

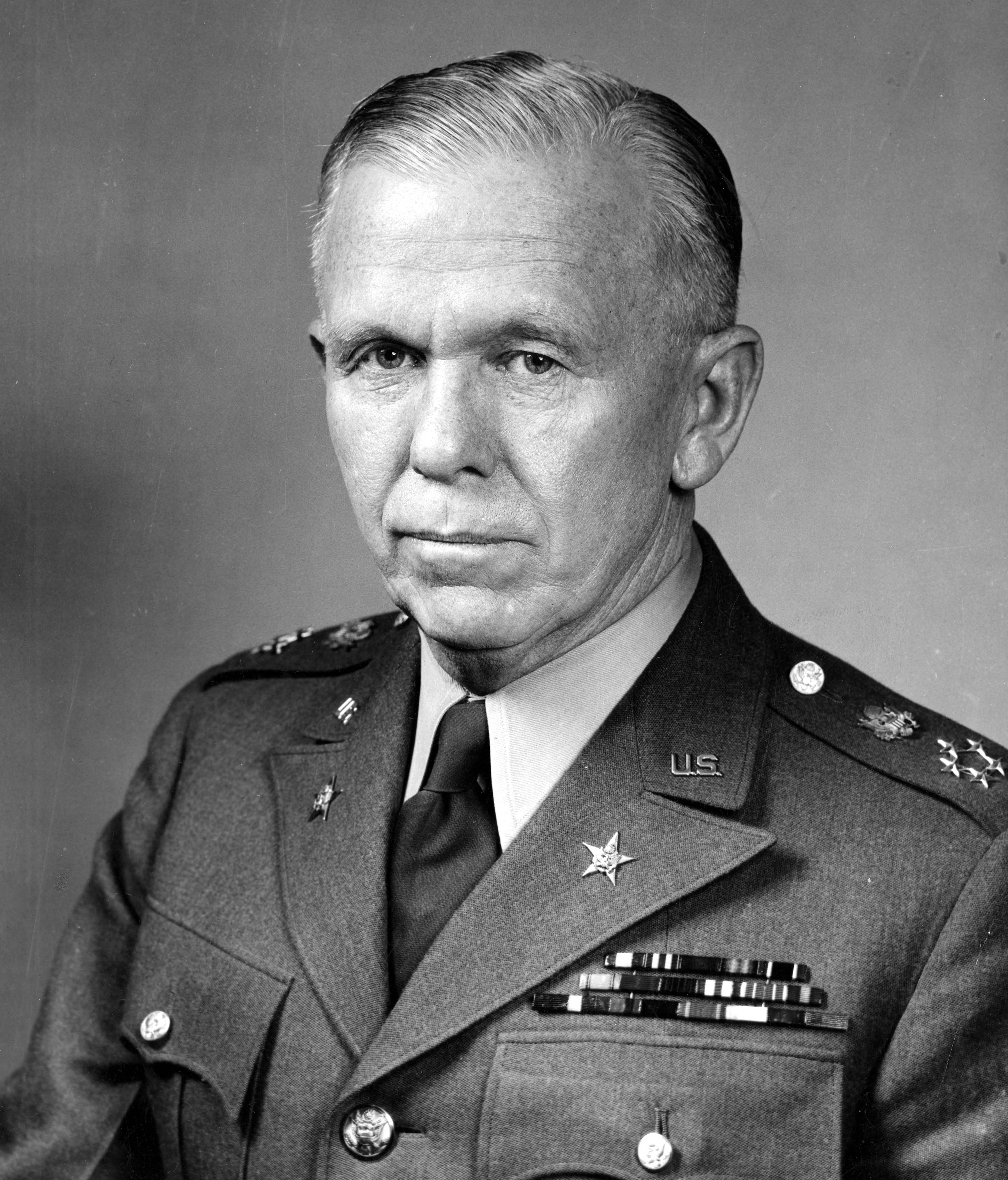
George C. Marshall (1945)

Das Marshall Scholarship (Marshall-Stipendium) ist ein postgraduales Stipendium für herausragende Absolventen von US-Hochschulen ("intellectually distinguished young Americans [and] their country's future leaders"), mit dem sie an jeder Universität im Vereinigten Königreich studieren können. Weithin zählt es zu den prestigeträchtigsten Stipendien für US-Bürger neben dem US-Programm Fulbright Scholarship. 
Das britische Parlament schuf es 1953 als Gabe an die USA in Anerkennung der Großzügigkeit des Außenministers George C. Marshall und des Marshallplans am Ende des Zweiten Weltkriegs mit dem Ziel, die Special relationship zwischen den beiden Ländern für "the good of mankind in this turbulent world" (zum Wohl der Menschheit in dieser turbulenten Welt) zu fördern. Die Stipendien werden durch die Marshall Aid Commemoration Commission verliehen und durch die britische Regierung unterstützt. Das Vorbild lag im Rhodes Scholarship, das aber nicht für Frauen und nur für die University of Oxford galt. 
Ein Drittel der ersten Stipendiaten 1954 waren Frauen. Die Zahl der jährlichen Stipendien ist von 12 auf über 40 gestiegen, nur etwa 4 Prozent der Antragsteller sind erfolgreich. Von 1954 bis 2022 erhielten 2179 Studenten eine Förderung, davon kamen die meisten aus der Ivy League der privaten Universitäten: von der Harvard University → (12 %), von der Princeton University, der Yale University, der Stanford University und vom Massachusetts Institute of Technology. Von den staatlichen Universitäten war die United States Military Academy mit 47 Stipendiaten am erfolgreichsten.
In Österreich gibt es ein landesspezifisches Marshallplan-Stipendium seit 2008 mit einem Schwerpunkt auf technischen Studiengängen.

## Stipendiaten (Auswahl)
- Ray Dolby, Erfinder, Stanford University → University of Cambridge, 1957
- Arthur Jaffe, Mathematiker, Princeton University → University of Cambridge, 1959
- Stephen Breyer, Richter, Stanford University → University of Oxford, 1959
- Bruce Babbitt, Governor, University of Notre Dame → Newcastle University, 1960
- Graham T. Allison, Militärexperte, Harvard University → University of Oxford, 1962
- Stuart Kauffman, Mediziner, Dartmouth College → University of Oxford, 1963
- Benjamin M. Friedman, Ökonom, Harvard University → University of Cambridge, 1966
- Daniel Yergin, Historiker, Yale University → University of Cambridge, 1968
- Jerry A. Hausman, Ökonom, Brown University → University of Oxford, 1968
- Odaline de la Martinez, Komponistin, Tulane University → Royal Academy of Music, 1972
- Roger Tsien, Chemiker und Nobelpreisträger, Harvard University → University of Cambridge, 1972
- Benedict Gross, Mathematiker, Harvard University → University of Oxford, 1973
- James K. Galbraith, Ökonom, Harvard University → University of Cambridge, 1974
- Thomas Friedman, Journalist, Brandeis University → University of Oxford, 1975
- William Joseph Burns, CIA-Direktor, La Salle University → University of Oxford, 1978
- Bruce Allen, Physiker und Direktor des Max-Planck-Instituts, Massachusetts Institute of Technology → University of Cambridge, 1980
- Anne Applebaum, Historikerin, Yale University → London School of Economics, 1986
- Melissa Sharon Lane, Politologin, Harvard University → University of Cambridge, 1988
- Nicole Krauss, Autorin, Stanford University → University of Oxford, 1996

## Einzelbelege
1. ↑  2024 scholars - Marshall Scholarships. Abgerufen am 21. Januar 2024 (britisches Englisch).
2. ↑  The Marshall Plan Scholarships. Austrian Marshall Plan Foundation, abgerufen am 21. Januar 2024 (englisch).